# Iván Fónagy
Iván Fónagy (8 avril 1920 - 11 avril 2005) philologue hongrois fut l'un des grands linguistes d’avant-garde du XXe siècle, de renommée internationale. Psychanalyste et phonéticien, il décrit le double encodage, émotif et intellectuel, de la parole.